# FIPS (software)
FIPS (Fully Interactive Partition Splitter) è un programma per DOS per il partizionamento non distruttivo degli hard-disk. Il partizionamento non distruttivo, permette di creare nuove partizioni senza cancellare quelle preesistenti (modificandone le dimensioni), evitando così la perdita di dati.
FIPS è un software libero, disponibile sotto la GNU General Public License (GPL).

## Limitazioni
FIPS può operare solo su partizioni primarie formattate in FAT. Inoltre, FIPS non può aumentare le dimensioni di una partizione, e le partizioni le cui dimensioni sono state ridotte con FIPS, hanno dello spazio sprecato poiché la File Allocation Table non viene ristretta. La partizione da restringere deve anche essere deframmentata poiché FIPS non sposta i dati, e i dati posti verso la fine dalla partizione rischiano di bloccare l'azione del software.
Gli attuali software di partizionamento come GNU Parted e PartitionMagic hanno superato tutte queste limitazioni.